# سامانر
سامانر (بالإنجليزية: Summoner)‏ وتعني المستدعي، هي لعبة فيديو أمريكية من نوع مغامرات، صدرت اللعبة سنة 2000، وتعمل على منصات بلاي ستيشن 2 ومايكروسوفت ويندوز وماك أو إس، وهي من تطوير فوليشن، ومن نشر تي إتش كيو.

## إعادة الإصدار
تم إعادة إصدار اللعبة على الحاسب الشخصي في موقع ستيم، وبلاي ستيشن نتورك.